# Nieuw-Babylonische Rijk
Het Nieuw-Babylonische of Neo-Babylonische Rijk bestond van 626 v.Chr. tot 539 v.Chr. in de Vruchtbare Halve Maan. Het werd geregeerd door de zogeheten Nieuw-Babylonische of Chaldese dynastie, die door wetenschappers Babylon XI genoemd wordt.

## Ontstaan
De eerste heerser was Nabopolassar, die gouverneur van Babylonië was in Assyrische dienst. Assyrië deelde toen al twee eeuwen de lakens uit in Babylonië. Hij kwam in opstand tegen het Assyrische rijk in 626 v.Chr., nadat de laatste echt machtige Assyrische koning, Assoerbanipal, was gestorven in 627 v.Chr.. Nabopolassar sloot een bondgenootschap met de Meden en de twee mogendheden voerden oorlog tegen Assyrië, wiens hoofdsteden alle tussen 614 v.Chr. en 609 v.Chr. werden ingenomen en grotendeels verwoest. De Tigris werd de grens tussen het rijk van de Meden en het Nieuw-Babylonische Rijk met als hoofdstad Babylon, terwijl de Assyrische bezittingen in de Levant tijdelijk aan Egypte kwamen.

## Ontplooiing
De volgende koning, Nebukadnezar II (605-562), is de eigenlijke grondlegger van het nieuwe rijk. Hij startte de bouw van grote bouwwerken in Babylon. Het paleis, de stadsmuren en de tempeltoren zijn grotendeels zijn werk. De rijkshoofdstad werd een wereldstad, die op velen een diepe indruk maakte, waaronder de Joden, die erover schreven in het Oude Testament.

## Uitbreiding
In de loop der jaren veroverde Nebukadnezar Syrië en Israël, terwijl hij het koninkrijk Juda tot een vazalstaat maakte. Toen de Judese koning in opstand kwam, werd het koninkrijk zelfs opgeheven en omgevormd tot provincie. Daarbij werd de bevolking zoals gebruikelijk gedeporteerd naar Babylonië (de Babylonische ballingschap).

## Ondergang
De regering van Nabonidus en Belsazar zorgde voor veel ontevredenheid onder de Babylonische bevolking, die snakten naar verandering. Cyrus II van Perzië maakte hiervan handig gebruik in zijn propaganda, waarin hij het volk beloofde de Babylonische traditie en goden te eerbiedigen, wat hij ook waarmaakte nadat hij Babylonië in 539 v.Chr. veroverde. Babylonië ging nu deel uitmaken van het Perzische Rijk. Dit betekende het einde van Babylon als onafhankelijke macht. De stad zelf bleef nog enkele eeuwen een van de belangrijkste steden in het Perzische Rijk, maar was geen regeringszetel meer. Na de veroveringstochten van Alexander de Grote kwam ook daar een einde aan en werd de stad verdrongen door Seleucia aan de Tigris, dat op haar beurt verdrongen zou worden door Ctesiphon en uiteindelijk Bagdad. Babylon werd verlaten en de ruïnes werden afgebroken om de stenen te kunnen hergebruiken, of raakten bedolven onder de aarde.
Babylon I · Babylon II · Babylon III · Babylon IV · Babylon V · Babylon VI · Babylon VII · Babylon VIII · Babylon IX · Babylon X · Babylon XI
Zie ook: Babylon · Geschiedenis van Babylon